# Граубюнденский диалект немецкого языка
Граубю́нденский диале́кт (нем. Bündnerdeutsch, бю́нднердойч) — наименование группы диалектов немецкого языка швейцарского кантона Граубюнден, которые говорятся в Курской долине, Бад-Рагаце, Майенфельде и Тузисе. Понятие «бюнднердойч» используется в качестве географического определения диалекта ретороманскоязычных швейцарцев, в лингвистике не признано.
В основе диалектов лежат верхне- и среднеалеманнский диалекты, которые используются ретороманскоязычным населением Граубюндена в качестве второго языка в общении с немецкоязычными жителями Швейцарии. Граубюнденский диалект имеет три формы в зависимости от местности употребления: курский, валисский и замнаунский (тирольско-баварские говоры).